# دايفيد بورنس
دايفيد بورنس (بالإنجليزية: David Burns)‏ هو ممثل أمريكي، ولد في 22 يونيو 1901 بنيويورك في الولايات المتحدة، وتوفي في 12 مارس 1971 بفيلادلفيا في الولايات المتحدة بسبب نوبة قلبية.

## ترشيحات
- جائزة توني عن فئة أفضل ممثل في مسرحية موسيقية [الإنجليزية]‏ (1971)

## وصلات خارجية
- دايفيد بورنس على موقع IMDb (الإنجليزية)
- دايفيد بورنس على موقع ميوزك برينز (الإنجليزية)
- دايفيد بورنس على موقع قاعدة بيانات برودواي على الإنترنت (الإنجليزية)
- دايفيد بورنس على موقع قاعدة بيانات برودواي على الإنترنت (الإنجليزية)
- دايفيد بورنس على موقع ديسكوغز (الإنجليزية)
- دايفيد بورنس على موقع قاعدة بيانات الفيلم (الإنجليزية)